# Skifferskogsfalk
Skifferskogsfalk (Micrastur mirandollei) är en fågel i familjen falkar inom ordningen falkfåglar.

## Utbredning och systematik
Fågeln förekommer från Costa Rica till Bolivia och Amazonas i Brasilien. Den behandlas som monotypisk, det vill säga att den inte delas in i några underarter.

## Status
IUCN kategoriserar arten som livskraftig.